# Fortaleza dos Nogueiras
Fortaleza dos Nogueiras é um município brasileiro do estado do Maranhão. Sua população estimada em 2019 era de 12.631 habitantes.

## História do município
O devassamento do território do município, como bem indica sua denominação, foi obra dos irmãos Israel, Martinho, Manoel e Zifirino da Cruz Nogueira, que lá se fixaram, procedentes de Loreto, em 1906.
Os pioneiros desenvolveram o cultivo de cana-de-açúcar, arroz e algodão, instalando posteriormente um engenho para fabricação de açúcar e aguardente, além de firma comercial para atendimento da região. Ainda assim, Fortaleza dos Nogueiras cresceu lentamente até transformar-se em município pela Lei Nº 2155, de 22 de novembro de 1961.
Em 31 de dezembro de 1961 o então povoado é elevado à categoria de cidade. Tendo seu primeiro prefeito Arthur Coutinho, nomeado pelo governado do estado. Seu primeiro prefeito eleito foi Raimundo Braúna, e um dos fundadores da cidade.

## Geografia
O município de Fortaleza dos Nogueiras possui uma extensão territorial de 1.853,406 quilômetros quadrados, ocupando a 46 posição entre os 217 municípios maranhenses em termos de área.

### Demografia
Segundo dados do Censo Demográfico de 2022, Fortaleza dos Nogueiras contava com 12.640 habitantes, resultando em uma densidade populacional de aproximadamente 6,82 habitante por quilômetro quadrado. No contexto estadual, o município ocupava a 143 posição em número de habitantes e a 189 em densidade demográfica comparando-se com outros municípios do estado do Maranhão. A estimativa populacional para o ano de 2024 era de 12.951 habitantes.

### Educação
Em 2010, a taxa de escolarização de crianças entre 6 e 14 anos em Fortaleza dos Nogueiras era de 97,6 %, colocando o município na 57 colocação entre os 217 do estado. Quanto ao Índice de Desenvolvimento da Educação Básica (IDEB) referente ao ano de 2023, os anos iniciais do ensino fundamental na rede pública apresentaram índice de 5,5 enquanto os anos finais atingiram 4,8.
| Taxa de escolarização de 6 a 14 anos de idade [2010]             | 95,3 %           |
| IDEB – Anos iniciais do ensino fundamental (Rede pública) [2023] | 4,8              |
| IDEB – Anos finais do ensino fundamental (Rede pública) [2023]   | 4,0              |
| Matrículas no ensino fundamental [2023]                          | 6.099 matrículas |
| Matrículas no ensino médio [2023]                                | 1.795 matrículas |
| Docentes no ensino fundamental [2023]                            | 292 docentes     |
| Docentes no ensino médio [2023]                                  | 97 docentes      |
| Número de estabelecimentos de ensino fundamental [2023]          | 46 escolas       |
| Número de estabelecimentos de ensino médio [2023]                | 5 escolas        |

Fonte: IBGE

## Economia
Em 2021, o Produto Interno Bruto (PIB) per capita de São Mateus do Maranhão foi de R$ 10.282,41, valor que colocava o município na 75 posição entre os 217 do estado do Maranhão. Já em 2023, as receitas oriundas de fontes externas representavam 85,80 % do total arrecadado pelo município, o que o posicionava em 184 lugar no ranking estadual.
| PIB per capita [2021]                                                                           | 10.282,41 R$      |
| Índice de Desenvolvimento Humano Municipal (IDHM) [2010]                                        | 0,616             |
| Total de receitas brutas realizadas [2023]                                                      | 166.185.462,89 R$ |
| Transferências correntes (Percentual em relação às receitas correntes brutas realizadas) [2023] | 85,80 %           |
| Total de despesas brutas empenhadas [2023]                                                      | 158.432.699,90 R$ |

Fonte: IBGE
| Salário médio mensal dos trabalhadores formais [2022]                                             | 2,1 salários mínimos |
| Pessoal ocupado [2022]                                                                            | 3.062 pessoas        |
| População ocupada [2022]                                                                          | 7,89 %               |
| Percentual da população com rendimento nominal mensal per capita de até 1/2 salário mínimo [2010] | 52,4 %               |

Fonte: IBGE

### Desenvolvimento do comércio
Fortaleza dos Nogueiras até então sofria com a distância das grandes cidades do estado, por isso seu comércio era precário. A população tinha que se deslocar em tropas com animais até as cidades de Riachão ou Balsas, fazendo compras anuais devido ao ruim acesso entre os municípios. Desenvolvendo-se um pouco mais a partir da construção de estradas ligando o município a Balsas e capital São Luís.